# Цвете
Цветя е общо понятие, което обхваща всички храстовидни или тревисти растения, които се размножават посредством цветове. Цветовете имат естетическа функция в ежедневието на хората. С думата също така се обозначава цвета на такова растение, откъснат заедно с част от стъблото.

## Морфология
| Lilium longiflorum – 1. близалце, 2. плодник, 3. цветен прашец, 4. стъбълце, 5. венчелистчета |  | Пример за „перфектно цвете“, тази Crateva religiosa има едновременно тичинки (външен кръг) и плодник (в центъра) |
| Lilium longiflorum – 1. близалце, 2. плодник, 3. цветен прашец, 4. стъбълце, 5. венчелистчета |  | Пример за „перфектно цвете“, тази Crateva religiosa има едновременно тичинки (външен кръг) и плодник (в центъра) |

Цветът е размножителен орган при покритосеменните растения. Поради това те се наричат още цветни растения.
Цветовете могат да бъдат еднополови и двуполови. Еднополовите цветове могат да бъдат разположени еднодомно или двудомно. Еднодомно разположение означава, че върху едно растение се разполагат цветове и от двата пола (пример: обикновена леска). Двудомно разположение означава, че върху едно растение се разполагат цветове само от единия пол, така, че растението може да бъде или мъжко, или женско (пример: върби, тополи, черници, коприва).
Двуполовите цветове имат органи и на двата пола. Поради това те се наричат понякога хермафродитни цветове.

## История и митология
С красотата на съцветията и разнообразието от багри, форми и благоухания, цветята привличат хората от дълбока древност и непреходно присъстват в бита, обичаите и вярванията им. Отглеждането и използването на цветя е отговор на стремежа на човека да пресъздава красотата на природата и да я задържа по-близо край себе си.
Едно от седемте чудеса на античния свят били Висящите градини на Семирамида. Според Библията райската градина било първото място, където живели хората преди да извършат първородния грях. В пантеоните на много митологии присъстват божества на цветята, растенията (и пролетта). В древногръцката митология това е Хлорида (Хлорис), чийто еквивалент в римската митология е Флора. Името ѝ е синоним на царството на растенията („флора и фауна“). Ацтеките почитат Шочипилли (Xochipilli), чието име на нахуатл значи „Принц на цветята“ или „Дете на цветята“, и неговата сестра-близначка Шочикетцал (Xochiquetzal, „красива като цвете“).
Цветя са отглеждали хората на Древен Египет и Китай, Древна Индия, Япония, Гърция и Персия. В Китай 3000 години преди новата ера са отглеждани масово рози и хризантеми, като са били използвани не само за украса, но и в кулинарията. В Древна Индия парковете и частните градини били място за отмора и оздравително възстановяване, споменават се в „Махабхарата“, „Кама Сутра“, „Гаруда Пурана“, в поеми на Калидаса. В Древна Япония са възникнали две свързани с цветята изкуства – на отглеждането на миниатюрни дръвчета бонзай, и икебана – изкуството на изящното аранжиране на цветя. Известни са и древногръцките покривни градини от саксийни цветя, свързани с култа към бог Адонис.
В европейските кралски дворове през Средновековието и особено по време и след на Великите географски открития се внасяли и отглеждали множество екзотични цветя и растения. Началото на 17 век бележи възхода на градинарското изкуство и цветарство, появяват се оранжериите. Производството на цветя се превръща в икономически отрасъл по време на капитализма, когато те навлизат по-широко в бита и се увеличава търсенето им. Този отрасъл заема важно място в икономиките на страни като Белгия, Франция и Нидерландия, където днес в Алсмер се намира най-голямата борса за цветя в света. Обособяват се отделни производства на семена, луковици, разсад, както и материали, съдове и инструменти. Цветарството днес е разпространено хоби и се издава множество специализирана литература за отглеждане на цветя в домашни условия.

## Традиции и празници
Цветята винаги са съпътствали празниците, церемониите и обичаите на хората от всички краища по света. Неизменно се подаряват цветя на празници като Деня на жената, Цветница, рождени и имени дни, на сватби, при раждания и кръщения. Цветята са елемент и от траурните ритуали, при чествания на годишнини от събития, военни церемонии, артистични бенефиси. Има и празници и карнавали, посветени изключително на цветята, като Карнавала на цветята в Ница, датиращ от 1876 г., когато била организирана „битка“ с цветя, заменена след това от практиката да се разменят букети.
В България се отбелязва празника Еньовден, когато се берат цветя и билки и се вият венци.
За много хора цветята и подаряването на цветя са натоварени с богата и често нееднозначна символика. Различни значения са отредени не само отделните цветя, но и различните по цвят представители (например роза, мак, люляк, карамфил и други).

## Употреба на цветя

### В дома, градината и парка
Цветята намират основно приложение за украса на интериора и откритите площи. За стайно отглеждане, за балкона и за градината са подходящи различни цветя, като определящите фактори са:
- продължителността на живота на растенията – едногодишни, двугодишни, многогодишни,
- произход на растението и климатични условия, в които то вирее най-добре – температура, влажност, достъп до светлина;
- особености на растението: начин на размножаване, период на цъфтеж, дълбочина на кореновата система, размер и разположение на листата, групиране и разположение на цветовете и др.

### Приложение на цветята
Цветята намират известно приложение в кулинарията – както за декорация на блюда и коктейли, така и за пряка консумация. Същинските цветове могат да се използват пресни, захаросани или сушени, но по-често се ползват други части като семена, листа, корени, луковици. Ядливите цветя могат да се използват за чай, сиропи, желета, сосове, оцети, салати, както и за украса на торти, плодови салати и други десерти.
Сред най-широко използваните в кулинарната практика цветя са:
- глухарчето – от чиито листа се прави салата, от цветовете – вино, само венчелистчетата като подправка на ястия с ориз;
- латинката – цветове и семена;
- розата – венчелистчетата се използват за сладко от рози, розово желе, розов сироп;
- теменугата – венчелистчета, цели цветове;
- слънчогледът – цветни пъпки, венчелистчета, семена;
- хибискус – изсушените му цветове се ползват за чай;
- шафранов минзухар – от чиито цветове се извлича подправката шафран.

Когато се готви с цветя трябва да се вземат предвид няколко неща:
- Някои цветя са отровни, а други стават за консумация само след специална подготовка. Не бива да се поднасят едновременно ядливи и неядливи цветя.
- Някои хора са алергични към цветя и по-специално техните тичинки.
- Не са подходящи за консумация цветя, третирани с пестициди, или по които има много насекоми.
- Цветята имат деликатен, понякога много слаб вкус, и употребата на други подправки и овкусители може да го убие.[7]

## Редки цветя
Редки цветя могат да бъдат растения, които цъфтят само при определени условия или рядко се срещат в дивата природа. Най-красивите редки цветя в света включват цветето на Франклин, пламенната лилия, цветето Кадупул и шоколадовия космос. Някои редки цветя са близо до изчезване:
- Червената камелия (Middlemist red) се смята от мнозина за най-рядкото цвете в света. Може да се намери само на две места в света – Лондон и Нова Зеландия. Ботаникът Джон Мидълмист е пренесъл този вид от Китай в Лондон през 1804 г. Растението вече е изчезнало в Азия и за известно време се е смятало, че е изчезнало от Лондон. През 1999 г. учените идентифицират растението Middlemist Red, което расте сред колекция от други редки цветя на камелия. Този рядък вид цветя прилича на тъмнорозова роза с ефектна цветна глава, разположена сред буйна зеленина.
- Шоколадовият космос е рядко цвете, което вече не расте в дивата природа. Родом от Мексико, това рядко растение от семейството Asteraceae е трудно да се размножава и расте. Освен само няколко диви вида, оцелели в света, шоколадовият космос има тъмнокафяви до червени венчелистчета, точно като шоколада. Отличителните цветя издават шоколадови аромати, когато цъфтят в късните летни вечери.
- Роза Жулиета (Juliet Rose) e сред най-редките и скъпи цветя в света. Нарича се символично „3 милиона лири роза“, а букет от рози Жулиета може да се купи за около 120 долара. Причината, поради която тази роза е толкова рядка и скъпа, е, че отглеждането ѝ отнема около 15 години. Розата на Жулиета е вид чаена роза с красиви венчелистчета с цвят на праскова и кайсия. Когато розите цъфтят, венчелистчетата се отварят, за да разкрият клъстер цъфтеж в сърцето на цветната глава. Така че, освен че е едно от най-редките цветя, то се нарежда и сред едно от най-красивите цветя в света.
- Призрачната орхидея (Dendrophylax lindenii) е много рядко  цвете, което се нуждае от специални условия, за да расте. Екзотичното цвете расте само при определени условия в Централна Америка. Призрачната орхидея се нуждае от високи температури и висока влажност, за да оцелее. Тя расте само там, където определен вид гъби расте в кипарисовите блата. Една от уникалните характеристики на това труднодостъпно цвете е липсата на листа. Дългите корени на епифитното растение получават хранителни вещества от другите растения, на които живее. За разлика от други видове цъфтящи орхидеи, фотосинтезата се осъществява чрез корените, а не през листата. Призрачната орхидея има няколко бели дълги тънки венчелистчета с едно голямо по-широко блестящо бяло венчелистче. Цъфти през пролетта и лятото и може да бъде трудно забележима в дивата природа.
- Нефритова лоза (Jade Vine). Поради обезлесяването, нефритовата лоза сега е едно от най-редките растения в света. Тези цъфтящи лози могат да се намерят в тропическите гори на Филипините. Наричат се още изумрудени или тюркоазени лози и са уникален вид от семейство Бобови (Fabaceae). Нефритовата лоза е екзотично рядко растение с тюркоазени цветя. Застрашеното растение произвежда гроздове цветя с цвят на нефрит, които са във формата на нокти. Когато лозята цъфтят, цветните гроздове висят надолу като грозде. Една от причините, поради която цъфтящата лоза е станала толкова рядка, се дължи на трудностите при нейното размножаване. В дивата природа прилепите и птиците опрашват цветята.
- Цъфтящ през нощта Цереус (Selenicereus grandiflorus). Този кактус е в списъка на редките цветя, защото цъфти само за една нощ в годината, затова се нарича още „кралица на нощта“. Въпреки, че растението не е рядкост, неговите красиви бели цветя със сигурност са такива. Звездовидните цветя са големи и достигат до 17 - 22 см дължина и до 38 см широчина. В специалните моменти, когато цъфти, той издава сладък аромат на ванилия. За да цъфти, Цереус се нуждае от много слънце, за да развие пъпки. Цветето цъфти само веднъж годишно и венчелистчетата ще изсъхнат до сутрешното време.
- Цвете на дървото на Франклин (Франклиния)
- Пламенна лилия (Colchicaceae)
- Бяла американска водна лилия (Nymphaea odorata)
- Дамска чехъл Орхидея (Cypripedioideae)
- Орхидея от чехли на Ротшилд (Paphiopedilum rothschildianum)
- Кадупул цвете (Epiphyllum oxypetalum)
- Гибралтарски Кампион (Silene tomentosa)
- Папагалски клюн (Lotus berthelotii)
- Черно прилепно цвете (Tacca chantrieri)
- Трупно цвете (Amorphophallus titanum)
- Рафлезия

### Хавайски хибискус
Докато другите храсти на хибискус не са рядкост, Хавайският хибискус (Hibiscus arnottianus) се среща само на Хавайските острови Оаху и Молокаи, и то само във влажните планински горски райони. От всички видове хибискус на Хаваите подвидът безупречен хавайски хибискус (Hibiscus arnottianus immaculatus) е най-рядък.
Има няколко вида хавайски хибискус, наричани още коки’о (Hibiscus kokio). Тези растения дават големи красиви цветя, някои от които издават приятен аромат. Големите тропически цветя могат да бъдат розови, червени, жълти, оранжеви или лилави. От всички видове подвидът чист хавайски хибискус е най-рядко цъфтящият храст. Тези местни растения се срещат само на няколко места на остров Молокаи. Редките цветя са толкова трудни за откриване, че подвидът е в списъка на застрашените редки растения. Червеното коки’о (Kokiʻo ʻula) е храст или малко дърво (3–7 m) с червени до оранжеви (или рядко жълти) цветя. Този ендемичен вид не е официално включен в списъка, но се счита за рядък в природата. Признати са два подвида: H. kokio ssp. kokio се среща в сухи до влажни гори на Кауай, Оаху, Мауи и вероятно Хавай на надморска височина от 70–800 m;  и H. k. ssp. saintjohnianus от северозападен Кауай на височини 150–890 m. 
Снежнобяло кокио („kokiʻo keʻokeʻo“ или „kokiʻo kea“ – Hibiscus waimeae) е хавайско ендемично дърво със сива кора, високо 6–10 m, с бели цветя, които избледняват до розови следобед. Признати са два подвида: H. waimeae ssp. hannerae (рядък и включен в списъка като застрашен), открит в северозападните долини на Кауай, и H. w. ssp. waimeae, срещащи се в каньона Waimea и някои западни до южни долини на Кауай. Този вид много прилича на H. arnottianus по редица характеристики.
- Hibiscus arnottianus
- Hibiscus kokio
- Hibiscus waimeae
- Hibiscus brackenridgei

Хау, най-подобен на мaʻo („Maʻo hau hele“ – Hibiscus brackenridgei) е висок храст (до 10 m) с яркожълти цветове, тясно свързан с широко разпространения H. divaricatus. Признати са два подвида: H. b. ssp. brackenridgei, разтегнат храст до изправено дърво, срещащо се в сухи гори и ниски храсти на надморска височина 120–790 m на Молокай, Ланай, Мауи и остров Хавай;  и H. b. ssp. mokuleianus, дърво от сухи местообитания на Кауай и планината Уаяна на Оаху. Този вид е посочен като застрашен вид от Службата за охрана на рибни ресурси и диви животни на САЩ (USFWS). Жълтото цвете на този вид стана официално държавно цвете на Хавай на 6 юни 1988 г.  и въпреки че е застрашено в естествените си местообитания, се превръща в умерено популярно декоративно растение в хавайските дворове.

## Цветята в изкуството
Цветята и флоралните мотиви са едни от най-често изобразяваните неща в изящните и приложните изкуства. Появяват се във винетките и миниатюрите, участват в художественото оформление на ръкописните и печатни книги, в живописта (особено в жанра натюрморт), в дърворезбата и малката пластика, в стенописите и витражите.
Ислямът, например, забранява изобразяването на хора и животни в джамиите и на страниците на Корана, като така основни и отличителни за ислямското изкуство образи са станали цветята, арабеските и сложните геометрични плетеници.

## Фразеология
Възприемането на цветята като символ на красотата и съвършенството намира отражение и в езика. В този смисъл, в българския език думите „цвете“, „цвят“, използвани само в единствено число, имат и преносни значения: например „не е цвете (за мирисане)“ или „цветът на нацията“.
В миналото девиците били сравнявани с цветя. Това обяснява и етимологията на думата за акта на лишаване от девственост, дефлорация: от латинското „de“, „без“ и „floris“, „цвете“.